# Kybunpark
Il Kybunpark (fino al 2016 AFG Arena) è il nuovo stadio costruito nel 2008 nella città di San Gallo, in Svizzera. La struttura ospita le partite casalinghe del San Gallo (squadra che milita nella Super League) e ha sostituito l'Espenmoos.

## Costruzione
La struttura, alla cui realizzazione hanno partecipato anche partner privati come Jelmoli e IKEA, mette a disposizione 19 694 (18 026 posti per le partite internazionali).
L'inaugurazione è avvenuta il 30 maggio del 2008 (poco meno di 10 anni dopo la creazione delle prime bozze del progetto) con una partita tra Svizzera-Liechtenstein vinta dalla Nazionale elvetica per 3-0.